# Requin nerveux
Carcharhinus cautus
Vous lisez un « bon article » labellisé en 2015.
Espèce
Synonymes
- Galeolamna greyi cauta Whitley, 1945 (protonyme)

Statut de conservation UICN

 LC  : Préoccupation mineure
Le Requin nerveux (Carcharhinus cautus) est une espèce de requin de la famille des Carcharhinidae. Il doit son nom à son comportement très timide à l'égard des humains. Commun dans les eaux côtières peu profondes au large du nord de l'Australie, de la Papouasie-Nouvelle-Guinée et des îles Salomon, c'est un petit requin brunâtre ou bien grisâtre mesurant entre 1 et 1,3 m de long. Son museau est court et émoussé, ses yeux ovales et il possède une seconde nageoire dorsale relativement grande. La bordure antérieure de la plupart des nageoires est finement marquée de noir, l'extrémité du lobe inférieur de la nageoire caudale étant noire.
Les petits poissons osseux sont ses proies préférées, mais également des crustacés, des mollusques et des serpents. Le Requin nerveux est vivipare, et son embryon en développement se nourrit via une connexion placentaire. Les détails de son cycle de vie, comme la saison de reproduction et la durée de la gestation dépendent fortement des latitudes sous lesquelles il séjourne. Les femelles donnent naissance à un à six petits tous les ans ou tous les deux ans. Inoffensif, il est une prise accessoire des pêcheurs dans leurs filets et chaluts. L'Union internationale pour la conservation de la nature (UICN) manque de données pour attribuer un statut de sauvegarde à l'espèce, à l'exception des eaux australiennes où ses populations semblent en bonne santé et ont été classées comme de « préoccupation mineure ».

## Description
Le Requin nerveux a un corps fusiforme et un museau court et large, largement arrondi. Le bord antérieur de chaque narine est prolongé par un mince lobe en forme de mamelon. Les yeux modérément grands sont ovales horizontalement et équipés de membranes nictitantes. La bouche ne présente pas de sillons visibles dans ses coins et contient 25 à 30 rangées de dents sur la mâchoire supérieure et 23 à 28 sur la mâchoire inférieure. Les dents supérieures sont étroites et anguleuses, avec des bords grossièrement dentelés. Les dents du bas sont plus minces et dressées, avec des dentelures plus fines. Les cinq paires de fentes branchiales sont de longueur moyenne,.
Les nageoires pectorales sont modérément longues, étroites et pointues. La première nageoire dorsale prend naissance au niveau des extrémités arrière libres des nageoires pectorales. Elle est grande et falciforme avec un sommet pointu. La deuxième nageoire dorsale est positionnée en face de la nageoire anale et est relativement large et haute. Il n'y a pas de crête entre les nageoires dorsales. Une entaille en forme de croissant est présente sur la queue juste avant l'origine du lobe supérieur de la nageoire caudale. Cette dernière est asymétrique, avec un lobe inférieur solide et un lobe supérieur plus long et portant une encoche près de son extrémité,. Les denticules cutanées se chevauchent et portent trois arêtes horizontales (cinq pour les plus grands individus) se terminant par des dents marginales. Cette espèce est de couleur bronze à gris dessus et blanc en dessous, avec une bande blanche sur le flanc. Un fin liseré noir court le long de la bordure antérieure des nageoires dorsales, pectorales et du lobe supérieur de la nageoire caudale, ainsi que le long de la bordure postérieure de la nageoire caudale. Le lobe inférieur de la nageoire caudale et parfois les nageoires pectorales sont également marqués de noir à leur extrémité.  Le Requin nerveux atteint généralement une taille comprise entre 1,0 et 1,3 m, avec un maximum de 1,5 m. Les femelles atteignent des tailles plus importantes que les mâles.

### Espèces similaires
Le Requin nerveux peut facilement être confondu avec le Requin à pointes noires (C. melanopterus) qui partage son aire de répartition géographique, mais il ne présente pas de marques noires caractéristiques à l'extrémité de sa première nageoire dorsale et de ses nageoires anales, contrairement à ce dernier.

## Biologie et écologie

### Alimentation

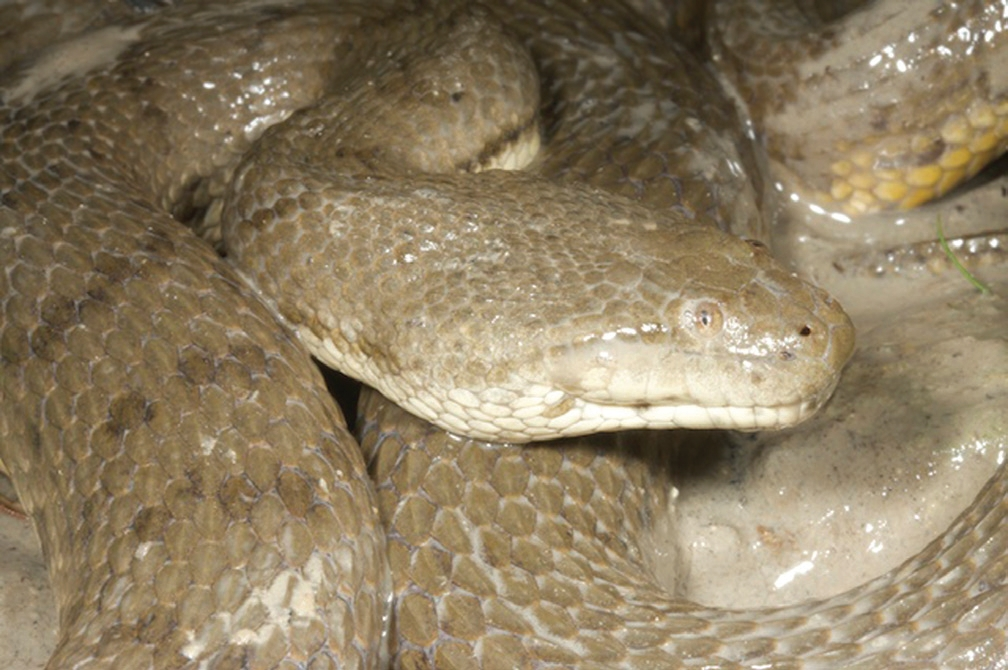
Le serpent Cerberus rynchops est parfois consommé par le Requin nerveux.

Le régime alimentaire du Requin nerveux se compose principalement de petits poissons téléostéens (comme les Atherinidae, Sillaginidae, labres et Terapontidae). Les crustacés (comme les crevettes, les crabes et les squilles) et les mollusques (principalement des céphalopodes, mais aussi des bivalves et des gastéropodes) constituent des sources alimentaires secondaires,. Ce requin est également connu pour de temps en temps consommer des serpents semi-aquatiques comme Cerberus rynchops et Fordonia leucobalia.

### Prédateurs et parasites
Le Requin nerveux peut être parasité par le myxozoaire Kudoa carcharhini ou par des cestodes comme Otobothrium alexanderi.

### Cycle de vie
Avant l'accouplement avec la femelle, le mâle lui mord les flancs. Après l'accouplement, la femelle stocke le sperme pendant environ quatre semaines avant la fécondation. Dans le port de Darwin, l'accouplement a lieu de janvier à mars et les mises bas en octobre et novembre, après une période de gestation de huit à neuf mois. À Shark Bay, l'accouplement a lieu à partir de fin octobre jusqu'à début novembre et les mises bas à la même époque l'année suivante, après une période de gestation de 11 mois. Cette évolution plus lente des embryons reflète probablement les températures plus froides de la Shark Bay,.
Comme les autres requins de la famille des Carcharhinidae, le Requin nerveux est vivipare : une fois que les embryons en développement ont épuisé leur réserve en vitellus, le sac vitellin vide se développe en une connexion avec le placenta, qui permet à l'embryon d'être nourri par sa mère. Chaque femelle a un seul ovaire fonctionnel, celui du côté droit, et deux utérus. Les femelles mettent bas tous les ans dans le port de Darwin et tous les deux ans à Shark Bay. La taille de la portée varie de un à six et n'est pas corrélée avec la taille de la femelle. Les nouveau-nés sont relativement grands, mesurant 35 à 40 cm de long, et naissent dans les zones de reproduction aux eaux peu profondes comme Herald Bight à Shark Bay. Le taux de croissance des jeunes est élevé pour un requin ; les mâles et les femelles atteignent la maturité sexuelle à environ 84 et 91 cm respectivement dans le port de Darwin, et à respectivement 91 et 101 cm à Shark Bay. L'âge de la maturité est d'environ quatre ans pour les mâles et six ans pour les femelles. La durée de vie maximale de ce requin est d'au moins 12 ans pour les mâles et 16 ans pour les femelles,.

## Distribution et habitat

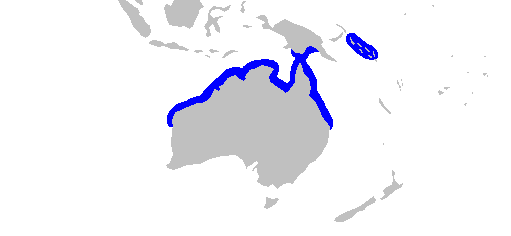
Aire de répartition du Requin nerveux.

Le Requin nerveux vit sur les plateaux continentaux et insulaires au large du nord de l'Australie — de Shark Bay à l'ouest à la baie de Moreton à l'est — ainsi qu'au large de la Papouasie-Nouvelle-Guinée et dans les îles Salomon. Il fait partie des requins les plus courants du port de Darwin, du golfe de Carpentarie et de Shark Bay. Cette espèce vit généralement dans les eaux côtières peu profondes, à une profondeur d'au moins 45 m. Il semble préférer les zones de mangroves au fond boueux et sableux et évite les zones couvertes d'herbiers denses,.

## Taxinomie et phylogénie

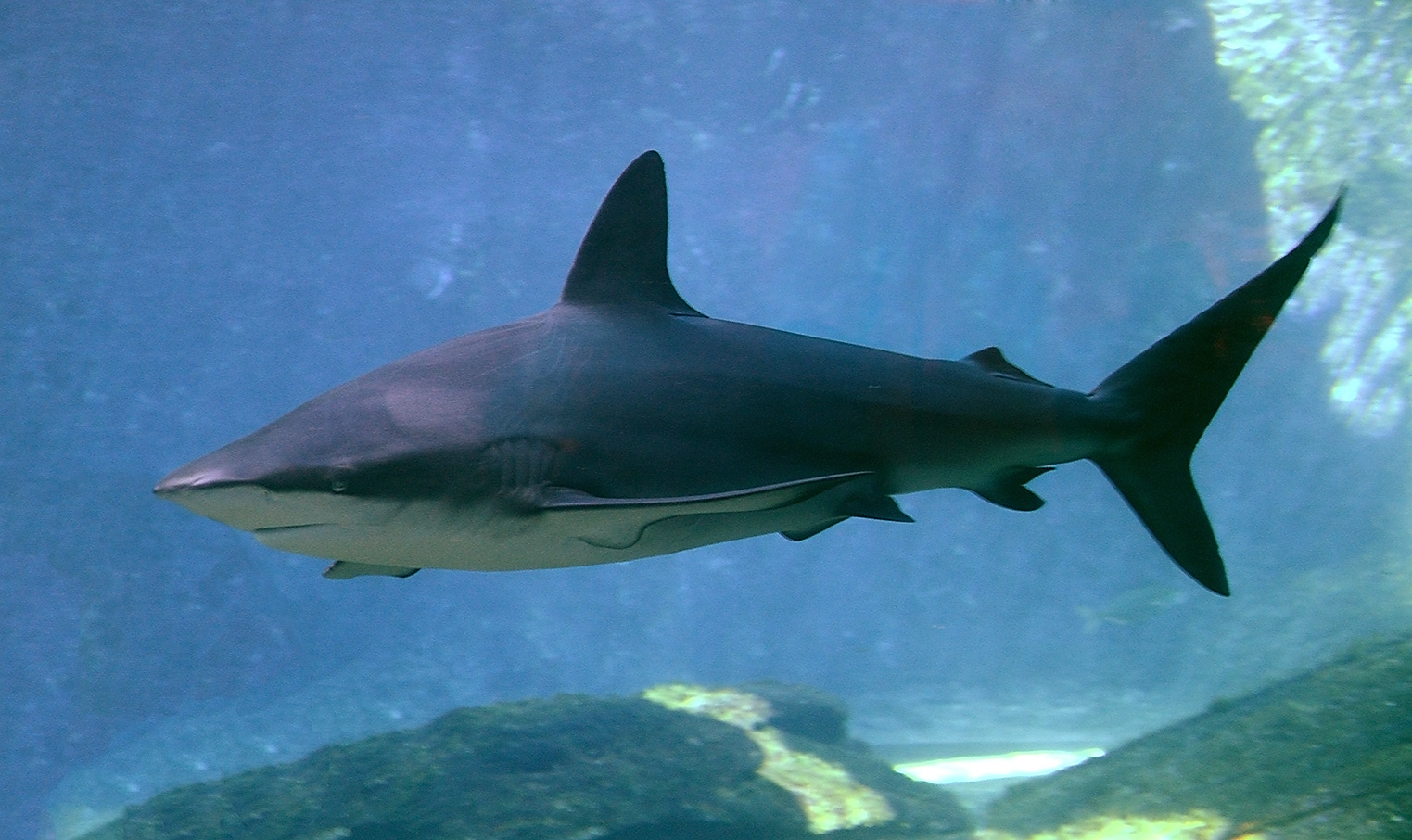
Dans un premier temps, le Requin nerveux est décrit comme une sous-espèce du Requin requiem de sable, ici photographié.

L'ichtyologiste australien Gilbert Percy Whitley a décrit pour la première fois le Requin nerveux comme une sous-espèce de Galeolamna greyi (synonyme de Carcharhinus obscurus, le Requin requiem de sable), dans un numéro de la revue scientifique Australian Zoologist de 1945. Il lui donne le nom cauta, signifiant « prudent » en latin, du fait de sa nature inquiète quand il est confronté à l'Homme. D'autres auteurs ont plus tard reconnu ce requin comme une espèce à part entière, le plaçant dans le genre Carcharhinus. Le matériel type est constitué des dents et de la peau naturalisée d'une femelle de 92 cm de long, capturée à Shark Bay, en Australie-Occidentale.
S'appuyant sur des données morphologiques, Jack Garrick suggère en 1982 que le Requin nerveux est proche du Requin à pointes noires (C. melanopterus). Leonard Compagno en 1988 regroupe ces deux espèces avec le Requin nez noir (C. acronotus), le Requin cuivre (C. brachyurus), le Requin soyeux (C. falciformis) et le Requin de nuit (C. signatus). La parenté entre le Requin nerveux et le Requin à pointes noires est confirmée dans une étude phylogénétique de 1992 menée par Shane Lavery et s'appuyant sur l'analyse des allozymes, et une nouvelle fois par les travaux en 2011 de Ximena Vélez-Zuazoa et Ingi Agnarsson, basés sur l'ADN nucléaire et mitochondrial.

## Relations avec l'Homme
Timide et difficile à approcher, le Requin nerveux est inoffensif pour l'homme. Il est parfois commercialisé pour sa chair. Cette espèce est susceptible d'être capturée accidentellement dans les filets maillants côtiers, tels que ceux destinés à la pêche du Barramundi (Lates calcarifer) au large du Nord de l'Australie. Il peut également être pris dans les chaluts à crevettes. La population de requins nerveux australiens ne semble pas être menacée par les activités de pêche, et l'Union internationale pour la conservation de la nature (UICN) a évalué l'espèce comme étant de « préoccupation mineure ». Dans la mesure où l'on ne dispose pas de données sur l'impact de la pêche ailleurs dans son aire de répartition, son statut de conservation y relève des « données insuffisantes ».